# Janina Katz
Pour les articles homonymes, voir Katz.
Janina Katz, née le 2 mars 1939 à Cracovie en Pologne, et morte à Copenhague le 18 octobre 2013, est une poétesse, romancière, traductrice et critique littéraire danoise.

## Biographie
D'origine juive polonaise, Janina Katz fait des études de lettres et de sociologie à l'université de Cracovie, où elle enseigne pendant quelques années et collabore à diverses revues littéraires. En 1969, elle émigre au Danemark et s'établit à Copenhague, où elle travaille durant treize ans à la Bibliothèque royale. Elle écrit dans la presse de l'émigration polonaise, notamment dans la revue Kultura, publiée à Paris, et collabore à Radio Europe libre et à la BBC. Plus tard, elle publie aussi en Pologne, dans des revues comme Znak et Odra.

## Œuvre
Janina Katz écrit principalement en danois. Elle a publié dans cette langue treize recueils de poèmes, des nouvelles, des romans et des livres pour enfants. Elle a également traduit en danois des auteurs polonais: Zbigniew Herbert, Ewa Lipska, Wisława Szymborska, Czesław Miłosz, Tadeusz Różewicz, Sławomir Mrożek, Tadeusz Konwicki et Kazimierz Brandys. En 2008, elle publie à Varsovie un recueil de poèmes en polonais qu'elle traduit elle-même en danois et qui sera sélectionné pour l'édition 2012 du grand prix de littérature du Conseil nordique.
Au Danemark, l'œuvre littéraire de Janina Katz est publiée principalement chez Vindrose Forlaget à Valby (Copenhague) et aux éditions Rosinante. En Pologne, Pisane po polsku, son premier recueil de poèmes écrits directement dans sa langue maternelle, a été publié aux éditions Austeria (Wydawnictwo Austeria) à  Cracovie. La traduction danoise de ces poèmes, Skrevet på polsk, est parue en 2011 chez Rosinante à Copenhague.
Ces dernières années, plusieurs livres de Janina Katz sont parus en Pologne: son recueil de poèmes en langue polonaise et trois de ses romans, traduits du danois par Bogusława Sochańska, spécialiste de littératures scandinaves et directrice de l'Institut culturel danois à Varsovie.

## Poésie

### endanois
- 1991 : Min moders datter
- 1991 : Jørgen Rømer, poèmes de Janina Katz, illustrations de Jørgen Rømer
- 1992 : Mit uvirkelige liv
- 1993 : I mit drømmeland
- 1995 : Scener fra det virkelige liv
- 1996 : Uden for sæsonen
- 1998 : Blandt andet
- 1999 : Varme steder
- 2002 : Det syvende barn
- 2004 : Landskabet der blev væk
- 2006 : Min spaltede tunge
- 2010 : Tilbage til æblerne
- 2013 : Endnu ikke allerede

### enpolonais
- 2008 : Pisane po polsku (traduit en danois par l'auteure sous le titre Skrevet på polsk)

## Livres pour enfants
- 2001 : Mit liv som syfiluter

## Romans
- 1993 : Mit liv som barbar
- 1997 : Putska
- 2001 : Fortællinger til Abram
- 2005 : Drengen fra dengang
- 2009 : Længsel pa bestilling

## Nouvelles
- 1994 : Heltens tykke kone og andre historier
- 1998 : Den glæde Jødinde og andre historier

## Prix et distinctions
En 1998, l'Académie danoise lui a décerné le prix Beatrice (Beatrice-prisen) pour l'ensemble de son œuvre. La même année, Janina Katz est également lauréate du prix de la paix de l'Union des écrivains danois et du prix du Fonds artistique de l'État danois pour son roman Mit liv som barbar, paru en 1993.
En Pologne, Janina Katz a reçu en 1997 la médaille du mérite décernée par le ministère de la culture et du patrimoine national pour son action en faveur du rayonnement de la culture polonaise à l'étranger et, en 2008, le prix de la revue Odra. Elle est de plus lauréate du prix de traduction de la revue Kultura, magazine littéraire et politique de l'émigration polonaise publié à Paris de 1947 à 2000.

## Traductions

### enitalien
- Desiderio su ordinazione, titre original Længsel på bestilling, traduit du danois par Maria Valeria D'Avino, Lantana Editore, Rome 2011

### enpolonais
- Pucka, titre original Putska, traduit du danois par Bogusława Sochańska, éditions Jacek Santorski, Varsovie 2008
- Moje życie barbarzyńcy titre original Mit liv som barbar, traduit du danois par Bogusława Sochańska, éditions Jacek Santorski, Varsovie 2006
- Opowieści dla Abrama titre original Fortællinger til Abram, traduit du danois par Bogusława Sochańska, éditions Jacek Santorski, Varsovie 2006
- Powrót do jabłek titre original Tilbage til æblerne, traduit du danois par Bogusława Sochańska, Biblioteka Śląska, Katowice 2011[2]